# FK Crvena zvezda Gnjilane
FK Crvena zvezda bio je kosovski nogometni klub sa sjedištem u gradu Gnjilane. Osnovan 1945., prestao je s radom 1999. (dok se natjecao u drugoj ligi SR Jugoslavije), zbog rata na Kosovu i bijega Srba iz grada.

## Povijest
Klub su 1945. godine osnovali Srbi u gradu Gnjilane u tadašnjoj SFR Jugoslaviji. Naziv Crvena zvezda odnosio se na radnički pokret koji je ujedno bio i simbol kluba. Uvijek je igrao u domaćim nižim ligama, a najveći uspjesi bile su osvajanje Lige Kosova, tada trećoj razini jugoslavenskog nogometnog sustava, u sezonama 1963. i 1985. 
Klub je raspušten 1999. zbog rata na Kosovu, a njegov stadion od tada koriste timovi etničkih Albanaca: KF Drita (osnovan 1947.) i SC Gnjilane (osnovan 1995.).
Prema nekim izvorima SC Gnjilane je osnovan 1995. godine kao nastavak Crvene zvezde. Nije slučajno da sadašnji timski grb datira iz 1945. godine, na dan osnivanja Crvene zvezde. Međutim, dok se SC Gnjilane 1995. natjecao u neslužbenom prvenstvu Kosova, FK Crvena zvezda se natjecao u prvenstvima Srbije istih godina, sve do svog raspada 1999. godine.

## Uspjesi
- Prvenstvo Kosova i Metohije
  - 1962./63., 1984./85.
- Kup Kosova i Metohije
  - 1991.
- Kup FS Kosovo i Metohija
  - 1998.

## Vanjske poveznice
- Facebook stranica